# Tribu de los besos

Tribus tracias hacia el 431 a. C.

Los besos eran una tribu tracia independiente. Vivían en el territorio que se extiende desde Moesia hasta las Montañas Ródope, en el sur de Tracia. Aunque a menudo las fuentes historiográficas dijeron que habitaban por los montes Hemo, cadena montañosa que separaba Moesia de Tracia. Según Heródoto, eran un clan de la tribu tracia de los satras. Menciona que poseían en las cotas más altas de sus montañas un santuario con un oráculo, dedicado a Dioniso, donde interpretaban las respuestas oraculares del dios.
En Estrabón, sin embargo, los besos son descritos como pueblo dedicado al bandidaje y que eran llamados bandidos incluso por los bandidos. Dice de ellos que ocupaban la mayor parte del monte Hemo colindando con el monte Ródope con los peonios. También relata que habitaban en chozas y vivían miserablemente.
Hacia finales del siglo IV, el obispo de Dacia, Nicetas, llevó el evangelio a "esas montañas de lobos" de los besos. Según las fuentes, su misión tuvo éxito, y el culto a Dioniso y a otros dioses tracios fue reemplazado por el cristianismo.
En el siglo XI, Cecaumeno el bizantino, en el texto Strategikon, menciona a los válacos (rumanos y arumanos) como descendientes de los dacios y de los besos.